# Llista d'asteroides/171301-171400
| Nom      | Designació provisional | Data de descobriment | Lloc de descobriment | Descobridor/s       |
| -------- | ---------------------- | -------------------- | -------------------- | ------------------- |
| 171301 - | 2006 HS13              | 19 d'abril de 2006   | Kitt Peak            | Spacewatch          |
| 171302 - | 2006 HQ23              | 20 d'abril de 2006   | Kitt Peak            | Spacewatch          |
| 171303 - | 2006 HE29              | 21 d'abril de 2006   | Mount Lemmon         | Mount Lemmon Survey |
| 171304 - | 2006 HH30              | 19 d'abril de 2006   | Catalina             | CSS                 |
| 171305 - | 2006 HJ30              | 19 d'abril de 2006   | Catalina             | CSS                 |
| 171306 - | 2006 HP34              | 19 d'abril de 2006   | Catalina             | CSS                 |
| 171307 - | 2006 HJ35              | 19 d'abril de 2006   | Mount Lemmon         | Mount Lemmon Survey |
| 171308 - | 2006 HE38              | 21 d'abril de 2006   | Kitt Peak            | Spacewatch          |
| 171309 - | 2006 HG42              | 21 d'abril de 2006   | Siding Spring        | SSS                 |
| 171310 - | 2006 HN43              | 24 d'abril de 2006   | Socorro              | LINEAR              |
| 171311 - | 2006 HM44              | 24 d'abril de 2006   | Mount Lemmon         | Mount Lemmon Survey |
| 171312 - | 2006 HS46              | 20 d'abril de 2006   | Kitt Peak            | Spacewatch          |
| 171313 - | 2006 HB48              | 24 d'abril de 2006   | Kitt Peak            | Spacewatch          |
| 171314 - | 2006 HL51              | 24 d'abril de 2006   | Reedy Creek          | J. Broughton        |
| 171315 - | 2006 HD52              | 27 d'abril de 2006   | RAS                  | A. Lowe             |
| 171316 - | 2006 HK54              | 20 d'abril de 2006   | Catalina             | CSS                 |
| 171317 - | 2006 HQ63              | 24 d'abril de 2006   | Kitt Peak            | Spacewatch          |
| 171318 - | 2006 HW67              | 24 d'abril de 2006   | Mount Lemmon         | Mount Lemmon Survey |
| 171319 - | 2006 HJ75              | 25 d'abril de 2006   | Kitt Peak            | Spacewatch          |
| 171320 - | 2006 HO78              | 26 d'abril de 2006   | Mount Lemmon         | Mount Lemmon Survey |
| 171321 - | 2006 HR80              | 26 d'abril de 2006   | Kitt Peak            | Spacewatch          |
| 171322 - | 2006 HY90              | 29 d'abril de 2006   | Kitt Peak            | Spacewatch          |
| 171323 - | 2006 HD91              | 29 d'abril de 2006   | Kitt Peak            | Spacewatch          |
| 171324 - | 2006 HQ96              | 30 d'abril de 2006   | Kitt Peak            | Spacewatch          |
| 171325 - | 2006 HD101             | 30 d'abril de 2006   | Kitt Peak            | Spacewatch          |
| 171326 - | 2006 JA1               | 3 de maig de 2006    | Reedy Creek          | J. Broughton        |
| 171327 - | 2006 JF10              | 1 de maig de 2006    | Kitt Peak            | Spacewatch          |
| 171328 - | 2006 JS17              | 2 de maig de 2006    | Mount Lemmon         | Mount Lemmon Survey |
| 171329 - | 2006 JM27              | 1 de maig de 2006    | Socorro              | LINEAR              |
| 171330 - | 2006 JQ37              | 5 de maig de 2006    | Kitt Peak            | Spacewatch          |
| 171331 - | 2006 JU39              | 6 de maig de 2006    | Mount Lemmon         | Mount Lemmon Survey |
| 171332 - | 2006 JR45              | 8 de maig de 2006    | Mount Lemmon         | Mount Lemmon Survey |
| 171333 - | 2006 JE46              | 10 de maig de 2006   | Mount Lemmon         | Mount Lemmon Survey |
| 171334 - | 2006 JB47              | 9 de maig de 2006    | Kitt Peak            | Spacewatch          |
| 171335 - | 2006 JE48              | 5 de maig de 2006    | Kitt Peak            | Spacewatch          |
| 171336 - | 2006 JT54              | 8 de maig de 2006    | Mount Lemmon         | Mount Lemmon Survey |
| 171337 - | 2006 JE59              | 1 de maig de 2006    | Kitt Peak            | M. W. Buie          |
| 171338 - | 2006 JZ60              | 2 de maig de 2006    | Kitt Peak            | M. W. Buie          |
| 171339 - | 2006 KM2               | 18 de maig de 2006   | Palomar              | NEAT                |
| 171340 - | 2006 KG4               | 19 de maig de 2006   | Catalina             | CSS                 |
| 171341 - | 2006 KP4               | 19 de maig de 2006   | Mount Lemmon         | Mount Lemmon Survey |
| 171342 - | 2006 KY9               | 19 de maig de 2006   | Catalina             | CSS                 |
| 171343 - | 2006 KN10              | 19 de maig de 2006   | Mount Lemmon         | Mount Lemmon Survey |
| 171344 - | 2006 KA15              | 20 de maig de 2006   | Catalina             | CSS                 |
| 171345 - | 2006 KH21              | 21 de maig de 2006   | Siding Spring        | SSS                 |
| 171346 - | 2006 KP23              | 16 de maig de 2006   | Siding Spring        | SSS                 |
| 171347 - | 2006 KU23              | 18 de maig de 2006   | Siding Spring        | SSS                 |
| 171348 - | 2006 KU27              | 20 de maig de 2006   | Kitt Peak            | Spacewatch          |
| 171349 - | 2006 KT42              | 20 de maig de 2006   | Kitt Peak            | Spacewatch          |
| 171350 - | 2006 KA46              | 21 de maig de 2006   | Mount Lemmon         | Mount Lemmon Survey |
| 171351 - | 2006 KD61              | 22 de maig de 2006   | Kitt Peak            | Spacewatch          |
| 171352 - | 2006 KB65              | 23 de maig de 2006   | Mount Lemmon         | Mount Lemmon Survey |
| 171353 - | 2006 KR65              | 24 de maig de 2006   | Kitt Peak            | Spacewatch          |
| 171354 - | 2006 KU65              | 24 de maig de 2006   | Kitt Peak            | Spacewatch          |
| 171355 - | 2006 KT68              | 20 de maig de 2006   | Catalina             | CSS                 |
| 171356 - | 2006 KV73              | 23 de maig de 2006   | Kitt Peak            | Spacewatch          |
| 171357 - | 2006 KA83              | 19 de maig de 2006   | Palomar              | NEAT                |
| 171358 - | 2006 KT85              | 20 de maig de 2006   | Siding Spring        | SSS                 |
| 171359 - | 2006 KU104             | 28 de maig de 2006   | Kitt Peak            | Spacewatch          |
| 171360 - | 2006 KE107             | 31 de maig de 2006   | Mount Lemmon         | Mount Lemmon Survey |
| 171361 - | 2006 KN108             | 31 de maig de 2006   | Mount Lemmon         | Mount Lemmon Survey |
| 171362 - | 2006 KV110             | 31 de maig de 2006   | Mount Lemmon         | Mount Lemmon Survey |
| 171363 - | 2006 KT121             | 28 de maig de 2006   | Siding Spring        | SSS                 |
| 171364 - | 2006 LG1               | 1 de juny de 2006    | Kitt Peak            | Spacewatch          |
| 171365 - | 2006 LS1               | 5 de juny de 2006    | Socorro              | LINEAR              |
| 171366 - | 2006 LE2               | 7 de juny de 2006    | Siding Spring        | SSS                 |
| 171367 - | 2006 LW3               | 15 de juny de 2006   | Kitt Peak            | Spacewatch          |
| 171368 - | 2006 LV4               | 7 de juny de 2006    | Siding Spring        | SSS                 |
| 171369 - | 2006 LW5               | 4 de juny de 2006    | Mount Lemmon         | Mount Lemmon Survey |
| 171370 - | 2006 LX5               | 3 de juny de 2006    | Mount Lemmon         | Mount Lemmon Survey |
| 171371 - | 2006 LE7               | 10 de juny de 2006   | Palomar              | NEAT                |
| 171372 - | 2006 MK3               | 19 de juny de 2006   | Mount Lemmon         | Mount Lemmon Survey |
| 171373 - | 2006 MN14              | 28 de juny de 2006   | Siding Spring        | SSS                 |
| 171374 - | 2006 NE                | 1 de juliol de 2006  | Reedy Creek          | J. Broughton        |
| 171375 - | 2006 OH                | 17 de juliol de 2006 | Eskridge             | Eskridge            |
| 171376 - | 2006 OM                | 17 de juliol de 2006 | Vicques              | M. Ory              |
| 171377 - | 2006 OR8               | 20 de juliol de 2006 | Palomar              | NEAT                |
| 171378 - | 2006 OV8               | 20 de juliol de 2006 | Palomar              | NEAT                |
| 171379 - | 2006 OL9               | 24 de juliol de 2006 | Hibiscus             | S. F. Hönig         |
| 171380 - | 2006 OM12              | 18 de juliol de 2006 | Siding Spring        | SSS                 |
| 171381 - | 2006 OG17              | 22 de juliol de 2006 | Lulin Observatory    | LUSS                |
| 171382 - | 2006 OO17              | 18 de juliol de 2006 | Siding Spring        | SSS                 |
| 171383 - | 2006 OE20              | 18 de juliol de 2006 | Siding Spring        | SSS                 |
| 171384 - | 2006 PY6               | 12 d'agost de 2006   | Palomar              | NEAT                |
| 171385 - | 2006 PW7               | 12 d'agost de 2006   | Palomar              | NEAT                |
| 171386 - | 2006 PP9               | 13 d'agost de 2006   | Palomar              | NEAT                |
| 171387 - | 2006 PR9               | 13 d'agost de 2006   | Palomar              | NEAT                |
| 171388 - | 2006 PL10              | 13 d'agost de 2006   | Palomar              | NEAT                |
| 171389 - | 2006 PV12              | 13 d'agost de 2006   | Palomar              | NEAT                |
| 171390 - | 2006 PK13              | 14 d'agost de 2006   | Siding Spring        | SSS                 |
| 171391 - | 2006 PK27              | 13 d'agost de 2006   | Siding Spring        | SSS                 |
| 171392 - | 2006 PX29              | 12 d'agost de 2006   | Palomar              | NEAT                |
| 171393 - | 2006 PH32              | 15 d'agost de 2006   | Palomar              | NEAT                |
| 171394 - | 2006 PD39              | 14 d'agost de 2006   | Palomar              | NEAT                |
| 171395 - | 2006 QN27              | 20 d'agost de 2006   | Kitt Peak            | Spacewatch          |
| 171396 - | 2006 QH33              | 24 d'agost de 2006   | La Cañada            | J. Lacruz           |
| 171397 - | 2006 QT40              | 16 d'agost de 2006   | Siding Spring        | SSS                 |
| 171398 - | 2006 QH42              | 17 d'agost de 2006   | Palomar              | NEAT                |
| 171399 - | 2006 QL66              | 21 d'agost de 2006   | Socorro              | LINEAR              |
| 171400 - | 2006 QZ98              | 22 d'agost de 2006   | Palomar              | NEAT                |